# Лихоборы (электродепо)
Электродепо́ «Лихобо́ры» (ТЧ-19) — электродепо Московского метрополитена, обслуживающее Люблинско-Дмитровскую линию c 11 июня 2018 года. Расположено рядом с платформой Лихоборы Октябрьской железной дороги. Депо стало необходимым после открытия участка «Петровско-Разумовская» — «Селигерская».

## Характеристика
40 зданий общей площадью 86 000 м² на территории в 17 гектаров. На стоянке в депо могут одновременно находиться до 38 составов. Соединительные ветви к депо и вытяжные тупики проходят по четырехпутному двухпролетному метромосту через реку Лихоборку. Два средних пути соединительной ветки накрыты металлическим коробом, тупики открыты.

## История
28 июня 2013 года состоялся старт проходки правого перегонного тоннеля от строящегося депо в направлении станции «Верхние Лихоборы» ТПМК Herrenknecht «Александра». Сначала щит должен был пройти соединительную ветвь до камер съездов у станции «Верхние Лихоборы», затем повернуть на трассу главных тоннелей линии и проложить перегонный тоннель до станции «Окружная». В конце октября того же года состоялся старт проходки левого перегонного тоннеля ТПМК Herrenknecht «Валентина», который завершил проходку у станции «Окружная» 26 января 2015 года. По состоянию на начало марта 2018 года в депо велись пусконаладочные работы.
12 мая 2018 года в электродепо был запущен тестовый поезд. 11 июня 2018 года в присутствии мэра Москвы Сергея Собянина электродепо было введено в постоянную эксплуатацию.
АО «Мосинжпроект» — генеральный проектировщик и генеральный подрядчик по строительству электродепо.

### Обслуживаемые линии
| Линия                 | Период                 |
| --------------------- | ---------------------- |
| Люблинско-Дмитровская | 2018 — настоящее время |

## Подвижной состав

### Пассажирский подвижной состав
| Тип вагонов      | Период                 | Вагонов в составе | Состояние               |
| ---------------- | ---------------------- | ----------------- | ----------------------- |
| 81-717.5/714.5   | 2019 — настоящее время | 8                 | регулярная эксплуатация |
| 81-717.5М/714.5М | 2019 — настоящее время | 8                 | регулярная эксплуатация |